# Наварро, Давид
Дави́д Нава́рро Педро́с (исп. David Navarro Pedrós; 25 мая 1980, Сагунто, Валенсия) — испанский футболист, центральный защитник.

## Клубная карьера
Давид Наварро — воспитанник футбольной академии «Валенсии», с 2001 года выступает за основную команду клуба. Однако за 6 лет (2001—2007) Наварро так и не смог стать основным игроком «Валенсии», находясь в тени других центральных защитников, лидеров команды и игроков своих национальных сборных — Марчены, Айялы и Албиоля. По окончании сезона 2006/07 Наварро был отдан в аренду «Мальорке», что во многом стало следствием его участия в скандальном инциденте после матча 1/8 финала Лиги чемпионов с «Интером». Летом 2009 года, после перехода Албиоля в «Реал», Наварро вернулся в «Валенсию» и получил место в основном составе «летучих мышей», став также вице-капитаном клуба.
6 марта 2007 года, по окончании матча 1/8 финала Лиги чемпионов между «Валенсией» и «Интернационале» между игроком испанского клуба Карлосом Марченой и выступающим за «Интер» аргентинцем Николасом Бурдиссо завязалась словесная перепалка, переросшая в столкновение (по словам одного из участников конфликта, Франческо Тольдо, Бурдиссо, раздосадованный неудачным для «Интера» итогом матча, очень болезненно отреагировал на шутки Марчены в адрес своей команды). Игроки обеих команд пытались разнять спорщиков и, возможно, конфликт был бы погашен, если бы не неожиданное вмешательство Давида Наварро, принимавшего участие в матче в качестве запасного игрока: пытаясь защитить своего одноклубника, подбежавший сзади футболист нанёс Бурдиссо удар в лицо, сломав аргентинцу нос. Это привело к тому, что конфликт вспыхнул с новой силой: разгневанные игроки итальянской команды, из которых особым рвением отличились Хулио Крус, Майкон и Иван Кордоба, набросились на Наварро, которому пришлось спасаться бегством.
На следующий день Наварро в телефонном разговоре принёс Бурдиссо свои извинения, но на этом инцидент не был исчерпан: 15 марта состоялось заседание дисциплинарного комитета УЕФА, по итогам которого оба клуба были оштрафованы на 205 тысяч долларов каждый, а наиболее активные участники конфликта получили дисквалификации различной степени тяжести. Серьёзнее всех был наказан Давид Наварро: игрок был дисквалифицирован на 7 месяцев.
В межсезонье 2011 Давид Наварро покинул клуб; защитник-ветеран подписал 2-летний контракт с «Ксамаксом» из Швейцарии. Зимой 2012 года, после ликвидации «Ксамакса», подписал контракт с «Леванте».
В 11-м туре Примеры 2012/13 Давид Наварро нечаянно попадает локтем в глаз Криштиану Роналдо. В результате чего, Роналду уходит с поля, но на бровке ему зашивают бровь и он выходит на поле.

## Достижения
- Чемпион Испании: 2001/02, 2003/04
- Бронзовый призёр чемпионата Испании: 2005/06, 2009/10
- Обладатель Кубка УЕФА: 2003/04
- Обладатель Суперкубка УЕФА: 2004